# James Irvin Lichti
James Irvin Lichti (* 1953 in Fresno) ist ein US-amerikanischer Historiker.

## Werdegang
James „Jim“ Lichti wuchs in einer mennonitischen Familie in der Nähe von Reedley im zentralen Kalifornien auf. Er studierte Geschichtswissenschaft an der San Francisco State University und erhielt 1989 seinen M.A. mit der Arbeit Religious Identity Vs. „Aryan“ Identity. German Mennonites and Hutterites Under the Third Reich. Die Themen Freikirchen in der Zeit des Nationalsozialismus sowie später auch Holocaust bestimmten sein weiteres Wirken. Für seine Promotion wechselte er zu Saul Friedländer an die University of California, Los Angeles und erhielt den Grad eines Ph.D. in Geschichte im Jahr 2000 mit der Arbeit The response to National Socialism by denominations with teachings against bearing arms.
Seine Studien über die Reaktion der Mennoniten, Siebenten-Tags-Adventisten und Quäker auf die Ideologie des Nationalsozialismus führte er mit dem 2008 erschienenen Band Houses on the Sand? Pacifist Denominations in Nazi Germany fort.
Lichti war zwischenzeitlich als Archivar am Los Angeles Museum of the Holocaust und als Historiker bei der Shoa Foundation tätig gewesen. Heute unterrichtet er Geschichte an der Milken Community High School in Kalifornien.

## Schriften
- Doktorarbeit: The response to National Socialism by denominations with teachings against bearing arms. Los Angeles 2000.
- Houses on the Sand? Pacifist Denominations in Nazi Germany (= Studies in Modern European History. Band 51). Peter Lang, New York 2008, ISBN 978-0-8204-6731-3 (eingeschränkte Vorschau in der Google-Buchsuche).

Unselbständige Beiträge:
- The German Mennonite Response to the Dissolution of the Rhoen-Bruderhof. In: Mennonite Life. Band 46, Nr. 2, Juni 1991, S. 10–17 (ml.bethelks.edu PDF).
- Die Stellungnahmen deutscher Mennoniten zur Auflösung des Rhönbruderhofes in der Zeit des Nationalsozialismus. In: Mennonitische Geschichtsblätter. Jahrgang 49, 1992, S. 73–91.
- German Mennonites, Economics and the State. In: Calvin Redekop, Victor A. Krahn, Samuel J. Steiner (Hrsg.): Anabaptist/Mennonite Faith and Economics. University Press of America, Lanham, Maryland 1994, ISBN 0-8191-9349-6, S. 83–110 (eingeschränkte Vorschau in der Google-Buchsuche).
- Model denomination or totalitarian sect? Jehovah’s Witnesses in Nazi Germany. In: Jonathan C. Friedman (Hrsg.): The Routledge History of the Holocaust. Routledge, New York 2011, ISBN 978-0-415-77956-2, S. 358–374 (eingeschränkte Vorschau in der Google-Buchsuche).
- Lexikonbeiträge: Denomination und Rhönbruderhof. In: Hans-Jürgen Goertz (Hrsg.): Mennonitisches Lexikon (MennLex). Band V – Revision und Ergänzung.